# Maria Żydówka

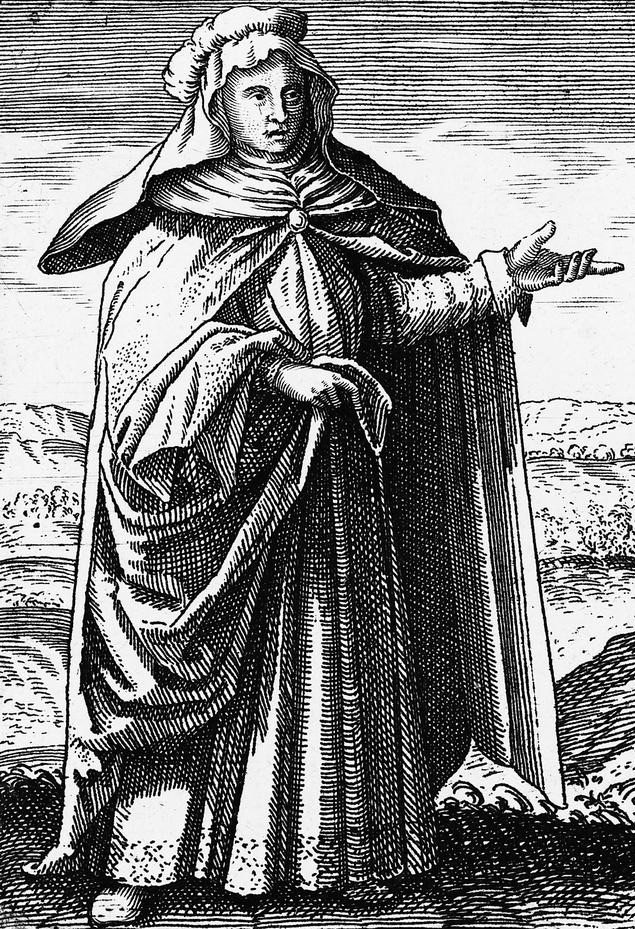
Wizerunek Marii Prophetissy z dzieła Michaela Maira Symbola Aurea Mensae Duodecim Nationum (1617)

Maria Żydówka – żyjąca prawdopodobnie w III w. legendarna alchemiczka, uważana za jedną z twórczyń tej paranauki, żyjąca w Aleksandrii w Egipcie.
Przypisuje się jej wynalezienie bain marie lub marianbad (kąpiel wodna), prototypu obecnej łaźni laboratoryjnej, oraz tribikosu - prototypu urządzenia do destylacji. Jest jej także przypisywana tajemna formuła alchemiczna:
Jeden staje się dwoma, dwa staje się trzema, a z trzeciego rodzi się pierwszy, który jest czwartym
odnosząca się prawdopodobnie do sposobu otrzymywania kwasu solnego i chlorku sodu.
Jej imię było przytaczane pośrednio przez wielu późniejszych alchemików, którzy czerpali o niej wiedzę z najstarszego podręcznika alchemii autorstwa Zosimosa z Panapolis.